# Accept (organizace)
Accept je nevládní organizace lobbující za práva gayů, leseb, bisexuálů a translidí (LGBT) v Rumunsku. Byla založena v Bukurešti a kromě uvedeného vykonává také funkci reprezentace v ILGA-Europe. Organizace se také mimo jiné zabývá právy jedinců infikovaných virem HIV/AIDS a stojí za několika preventivními programy a kampaněmi za bezpečný sex.
Accept byla založená v r. 1996, kdy byl ještě součástí rumunských trestních zákonů Článek 200 kriminalizující homosexuální vztahy a porušující lidská práva prostřednictvím zákonné podpory policejního násilí vůči LGBT minoritě. Hlavním cílem Acceptu bylo v té době především zrušit toto ustanovení, což se jí nakonec díky nekompromisnímu postoji v r. 2001 podařilo. Její role v této změně byla evropskými institucemi uznána jako výrazný krok za rovnost LGBT, díky čemuž ji Evropská komise udělila cenu EGALITE. Kromě toho byla také Evropským parlamentem nominována na Sacharovu cenu.
Od r. 2004 působí jako pořadatel GayFestu (všeobecně známého jako Bucharest pride), každoročního festivalu hrdosti sexuálních menšin (zakončujícího tradičním pochodem napříč metropolí.) První pochod se konal v r. 2005.
Během let 2005-2006 vydal Accept dva periodika: Inklusiv, dvouměsíční LGBT magazín, a ENOLA, magazín orientující se na lesbické a bisexuální ženy. Oba byly distribuovány napříč Rumunskem (Inklusiv zdarma).
Od 24. března 2008 spustila organizace projekt "INGO Accept", což je telefonní linka podporující členy LGBT minority v těžkých životních situacích jako je coming out, boj s diskriminací a všeobecně otázek přijetí vlastní sexuální orientace.